# Amistad-Kärpfling
Der Amistad-Kärpfling (Gambusia amistadensis) ist ein ausgestorbener Süßwasserfisch aus der Gattung der Gambusen.

## Beschreibung
Seine Länge betrug 3,5 bis 4 Zentimeter. Der Körper war verhältnismäßig schlank und in jedem Kiefer befanden sich zahlreiche Zähne. Das Männchen bildete ein Gonopodium vom 4. Strahl der Afterflosse. Konservierte Exemplare zeigten eine starke Kreuzschraffur und wiesen zahlreiche dunkel pigmentierte sichelförmige Flecken auf den Schuppenrändern auf. Der mittlere Rückenstreifen war eng, der Bauchstreifen breit. Des Weiteren war ein dunkler unterer Augenstrich vorhanden. Die erwachsenen Weibchen waren durch einen permanenten dunklen Analfleck gekennzeichnet.

## Vorkommen
Er kam ausschließlich in den schnellfließenden warmen Quellgewässern von Goodenough Spring, der ehemals drittgrößten texanischen Quelle und Zufluss des Rio Grande im Val Verde County, Texas, vor.

## Nahrung und Fortpflanzung
Seine Nahrung bestand aus organischen Schwebstoffen (Detritus), Algen und kleinen Gliederfüßern. Die Weibchen brachten lebende Junge zur Welt.

## Aussterben
Diese Art wurde im Juli 1968 in der Wildnis ausgelöscht als der Amistad-Stausee Goodenough Spring permanent überflutete und den Lebensraum des Amistad-Kärpflings zerstörte. Bei der wissenschaftlichen Erstbeschreibung im Jahre 1973 existierten nur noch Populationen in Aquarien und in künstlichen Teichen. Der United States Fish and Wildlife Service listete diese Art 1980 als bedroht, zu einer Zeit, als nur noch zwei Populationen in menschlicher Obhut existierten. Diese Fische wurden im Brackenridge Field Laboratory der University of Texas at Austin und im Dexter National Fish Hatchery in New Mexico gehalten. Die Populationen wurden in Gefangenschaft mit Koboldkärpflingen (Gambusia affinis) vermischt, die den Amistad-Kärpflingen nachstellten oder mit ihnen hybridisierten. 1986 wurde diese Art von der IUCN für ausgestorben erklärt.